# Puerto Pirámides
Puerto Pirámides (erróneamente Puerto Pirámide) es una localidad y municipio del departamento Biedma (en Península Valdés), en el norte de la provincia del Chubut, Argentina, sobre el golfo Nuevo, en la Península Valdés.
Es el único centro poblado y centro de servicios dentro de península Valdés, área que fue declarada Patrimonio de la Humanidad por la Unesco.
Puerto Pirámides cuenta con un microhospital denominado oficialmente Hospital Rural Enfermera Graciela Arrúa.

## Toponimia
Suele confundirse el nombre de la localidad con el accidente geográfico de punta Pirámide. Este se debe a una formación de forma piramidal ubicada en la costa. Un investigador estudió la toponimia del lugar sobre la base de documentación existente tanto en Argentina como en España y determinó que «Pirámides» es la denominación correcta. Pese a esto, ha aparecido de la forma incorrecta, por ejemplo, en leyes de la legislatura provincial.La localidad es llamada Pirámides por el uso coloquial de la región en nombres compuestos de las localidades que son muchas veces truncados en favor de uno de estos.

## Historia

### Fuerte de San José
En la región habitaron los Tehuelches. En enero de 1779, la expedición al mando de Juan de la Piedra descubrió el golfo San José. El desembarco se realizó en lo que después se conocería como la playa Villarino.
Una orden del rey Carlos III disponía poblar estas tierras con labradores, artesanos y hasta 200 familias, debiéndose establecer también guarniciones para asegurar el dominio de la corona. Es así que el 20 de enero de 1779 comenzaron a construirse las primeras construcciones y a trazarse los canales de riego. Se estableció un fortín llamado Fuerte y Puerto de San José de la Candelaria. Poco tiempo después, cierta cantidad de la población se trasladó a un nuevo emplazamiento fundado en lo que sería Viedma-Carmen de Patagones; debido a la difícil situación creada por la falta de agua potable.
Finalmente, en 1810 un malón tehuelche arrasó con el Fuerte que por ese entonces se denominaba Candelaria. Recién después de la conquista del Desierto que se volvió a poblar el emplazamiento con hombres blancos. Años más tarde, a fines del siglo XIX, se inició la explotación de sal de la Salinas Grandes, creándose el asentamiento de Puerto San José.

### Ferrocarril

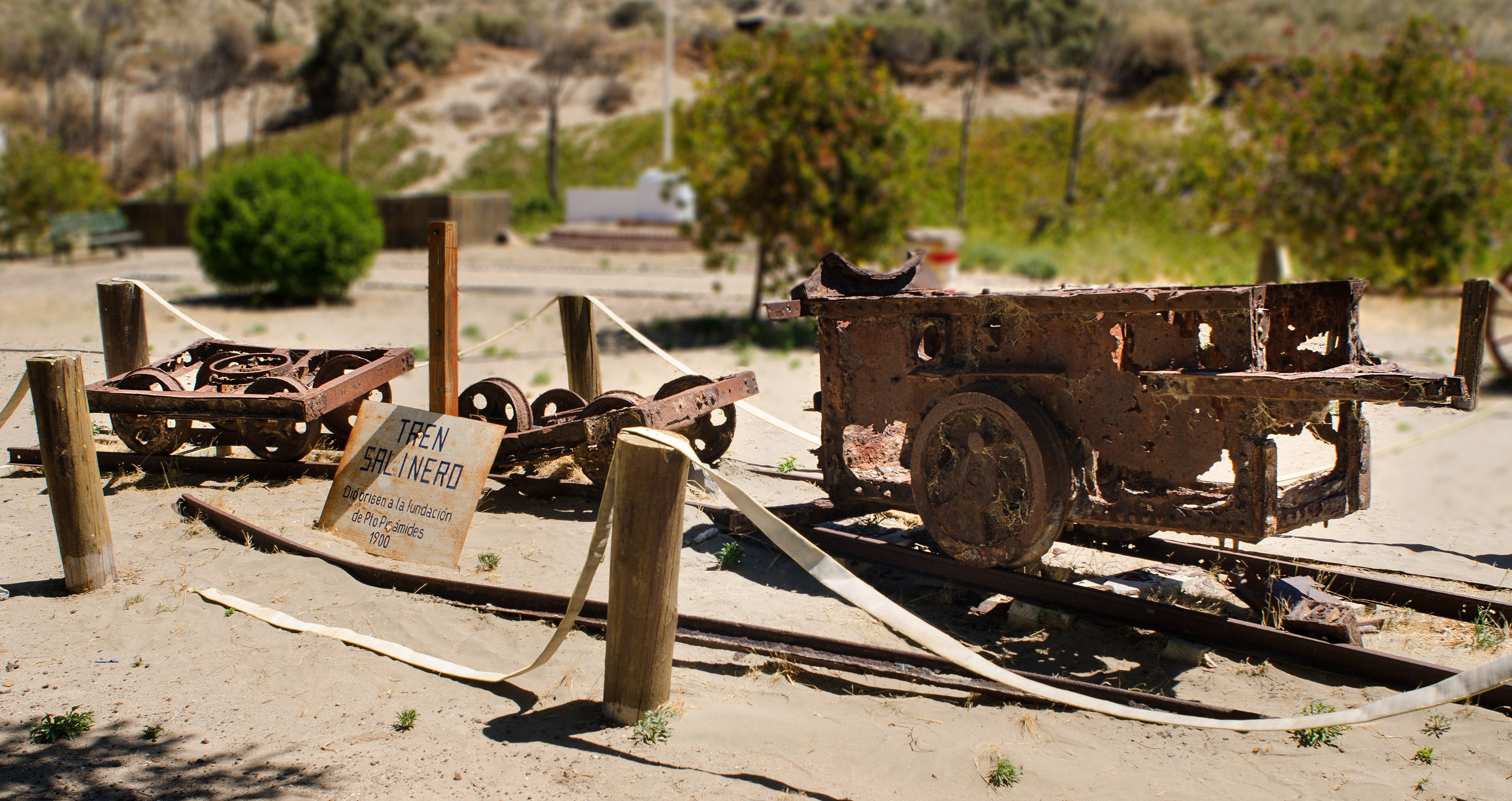
Restos del Tren Salinero que dio origen a la construcción de Puerto Pirámides en el 1900, Península de Valdés, Argentina

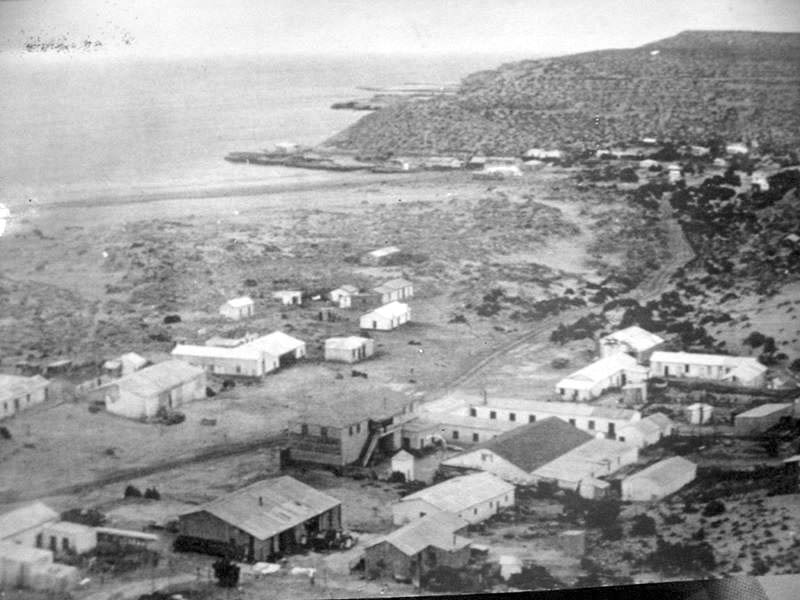
La localidad hacia inicios de los años 1920.

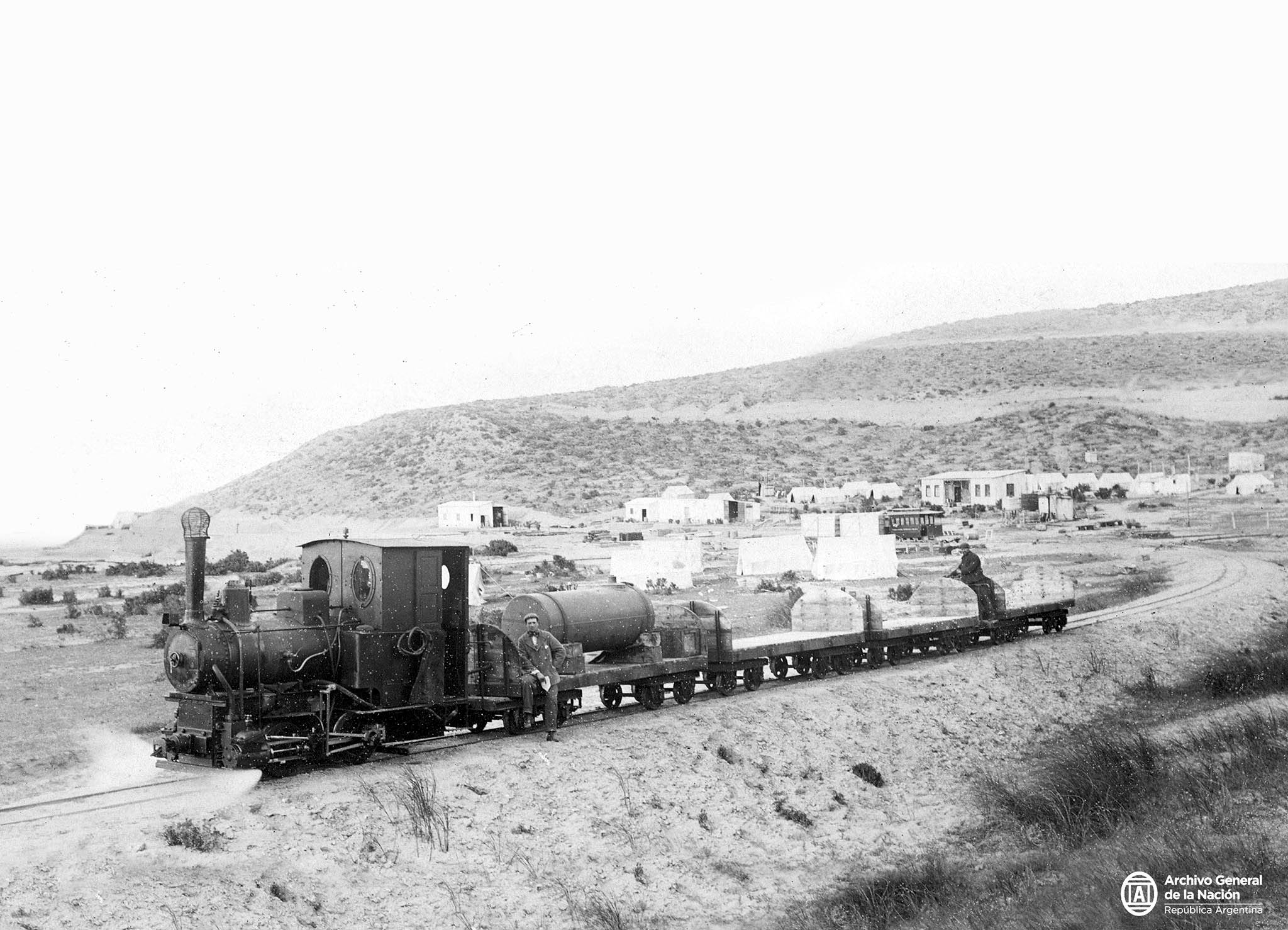
Trencito a vapor alejándose de Puerto Pirámides en el año 1910.

Hacia 1898, se crea una empresa para hacer más efectiva la explotación de sal. La zona de embarque pasó a ser Puerto Pirámides debido a sus condiciones de puerto natural, abandonándose Puerto San José. El 14 de julio de 1900 se autorizó la creación del Ferrocarril de Península Valdés. Esto se toma como fecha de fundación de la ciudad. El ferrocarril provocó el asentamiento de pobladores, talleres, almacenes y servicios varios, en torno a la estación.
Aquí fue donde se inició con la construcción de la línea. Para las obras se levantó un campamento de grandes carpas, que alojaron a los obreros y sus familias. Tras realizar el triángulo de maniobras, luego se colocaron las vías. En el joven poblado se construyó un hotel, la comisaría, la sede de la administración (que contó con un amplio frente de vidrios de colores), el depósito de combustible y un galpón para herrería y taller mecánico que hacía de depósito de las vías. Luego se construyó el correo, el telégrafo y las casas para maquinista principal, para el foguista principal, para el herrero, para el cambista y para el estopero. La mayoría de las edificaciones eran de madera y de chapas de hierro plegado.
Mientras tanto, hacia 1900, Lorenzo Machinea obtuvo la concesión oficial y exclusiva de la explotación de las loberías y elefanterias de la península, cuya administración la tenía en Puerto Pirámides. Actualmente, estas prácticas están prohibidas.
Como en todo lo largo de la costa patagónica oriental, un problema fundamental para la instalación de población fue el agua potable, ya que la salinidad de las aguas hacia casi imposible la permanencia de comunidades.
Debido al desarrollo comercial por el ferrocarril, se instalaron en el puerto pobladores con sus familias que instalaron comercios, boliches, bares, casas de ramos generales, etcétera. También se instaló un local comercial de la Sociedad Anónima Importadora y Exportadora de la Patagonia. Producto de la importancia que adquiría la localidad, el gobierno del Territorio Nacional del Chubut instaló un juzgado de paz, una representación de Prefectura Naval Argentina y la Escuela Nacional 28 (creada en 1914). Más adelante nació la iglesia Virgen de Nuestra Señora del Perpetuo Socorro, que funcionaba en una precaria edificación y era asistida por el padre Juan Muzio, que llegaba desde el valle inferior del río Chubut. En esa época, además, se creó el Club Social y Deportivo Pirámides.
La línea férrea cerró en los años 1920. Hacia ese momento la localidad tenía unos 1200 habitantes.
El 24 de noviembre de 1930, por decreto del entonces gobernador, capitán de navío Domingo Castro, se creó la Comisión de Fomento Rural de Puerto Pirámides. El primer presidente fue Félix Sarlange.
Como consecuencia de la desaparición de la principal fuente de trabajo, Puerto Pirámides quedó sin importancia y movimiento. A pesar de esto, se logró mantener una menor población dedicada a las actividades agropecuarias, cuya producción se continuó enviando por barcos que fueron disminuyendo la frecuencia de sus escalas. Hacia 1960 el poblado se despobló a punto que solo sobrevivía un modesto hotel, los vapores habían dejado de pasar, y todos los productos se transportaban en camiones directamente a Puerto Madryn, Bahía Blanca y Buenos Aires. La cantidad de habitantes de Puerto Pirámides disminuyó hasta los años setenta cuando el turismo se comenzó a desarrollar.Desde entonces el poblado tiene al turismo como principal fuente de recurso.
Actualmente, posee una planta desalinizadora de agua de mar, instalada en la década de 1990.

## Acceso

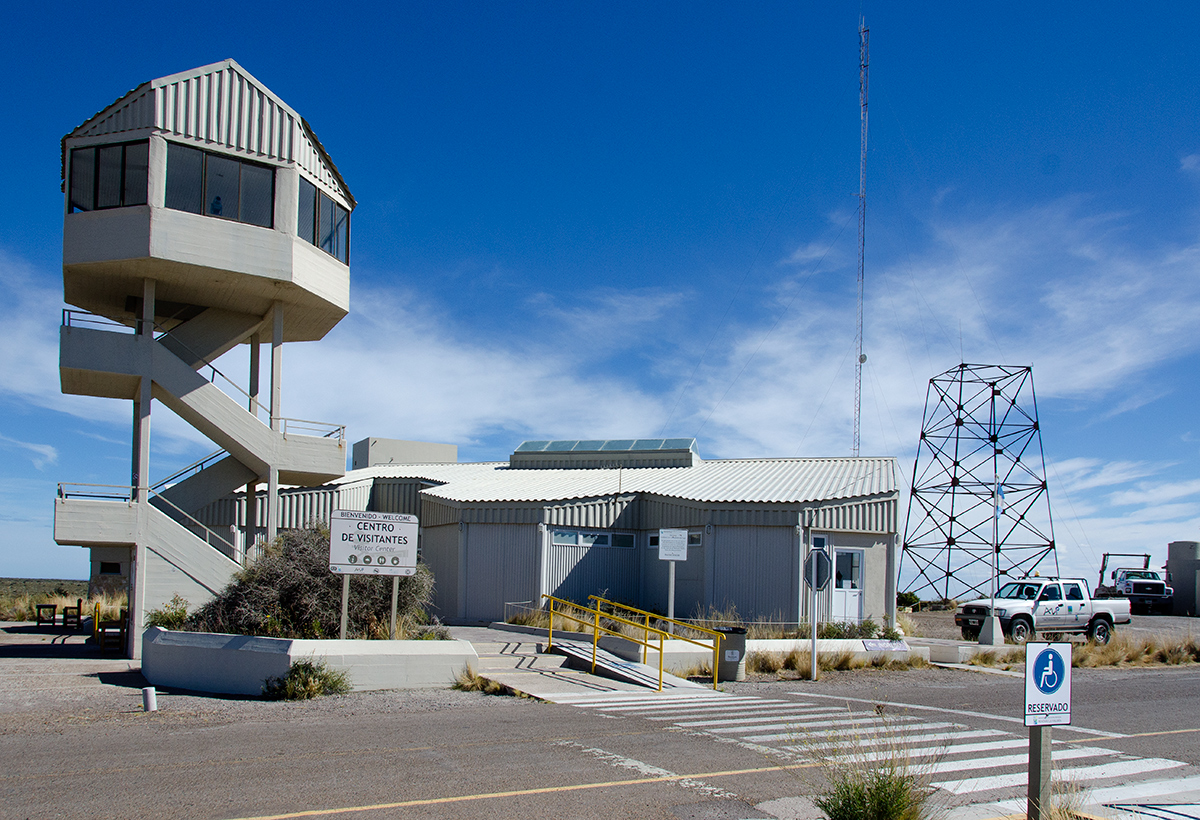
Centro de visitantes Istmo Ameghino situado poco antes de llegar a Puerto Pirámides, la edificación se encuentra en el istmo Carlos Ameghino que separa la península Valdés del resto del continente.

El acceso se realiza, desde la ruta nacional 3, por la ruta provincial 2. Puerto Pirámides se encuentra a 80 km de distancia. Antes de llegar a Puerto Pirámides hay un control y debe pagar una tarifa (febrero de 2020) que es de 850 pesos argentinos para extranjeros, 450 para residentes argentinos y 130 para chubutenses. Luego más adelante se encuentra el centro de información a los visitantes el cual cuenta con baños, wifi y dispone de mapas, folletos y referencias del lugar, además de un mirador.

## Población

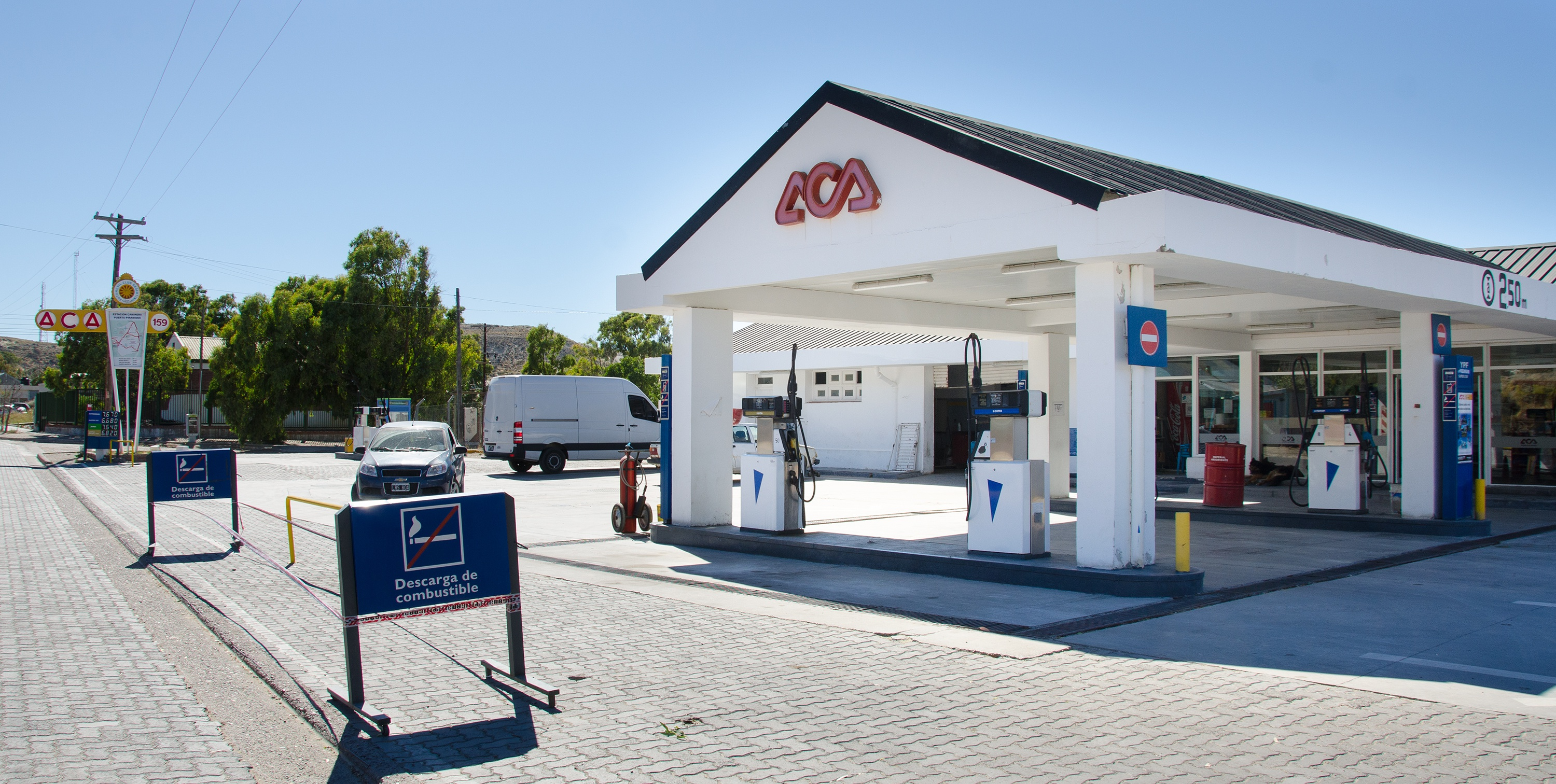
Estación de combustible del ACA en Puerto Pirámides

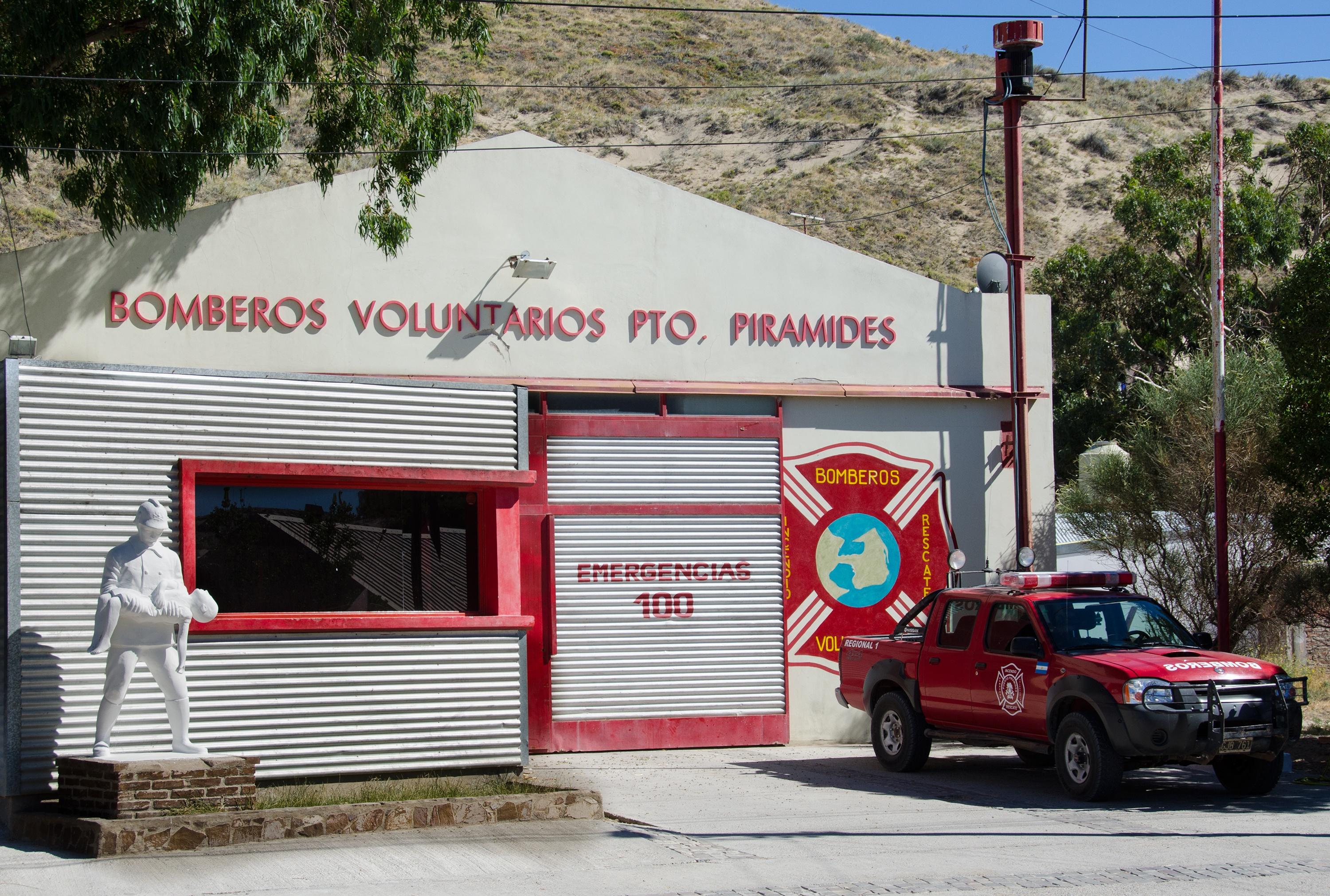
Estación de Bomberos Voluntarios de Puerto Pirámides

Contó con 565 habitantes (Indec, 2010), de los cuales 257 son mujeres y 308 son hombres, lo que representó un incremento del 31% frente a los 429 habitantes (Indec, 2001) del censo anterior. La localidad fue una de las de mayor crecimiento de la Argentina, ya que triplicó su población desde 1991.
Tras el censo de 2022 se conoció una caída en el crecimiento de la localidad con 511 habitantes y unas 239 viviendas.
| Gráfica de evolución demográfica de Puerto Pirámides entre 1991 y 2022 |
|                                                                        |
| Fuente: censos nacionales del INDEC                                    |

## Geografía y clima

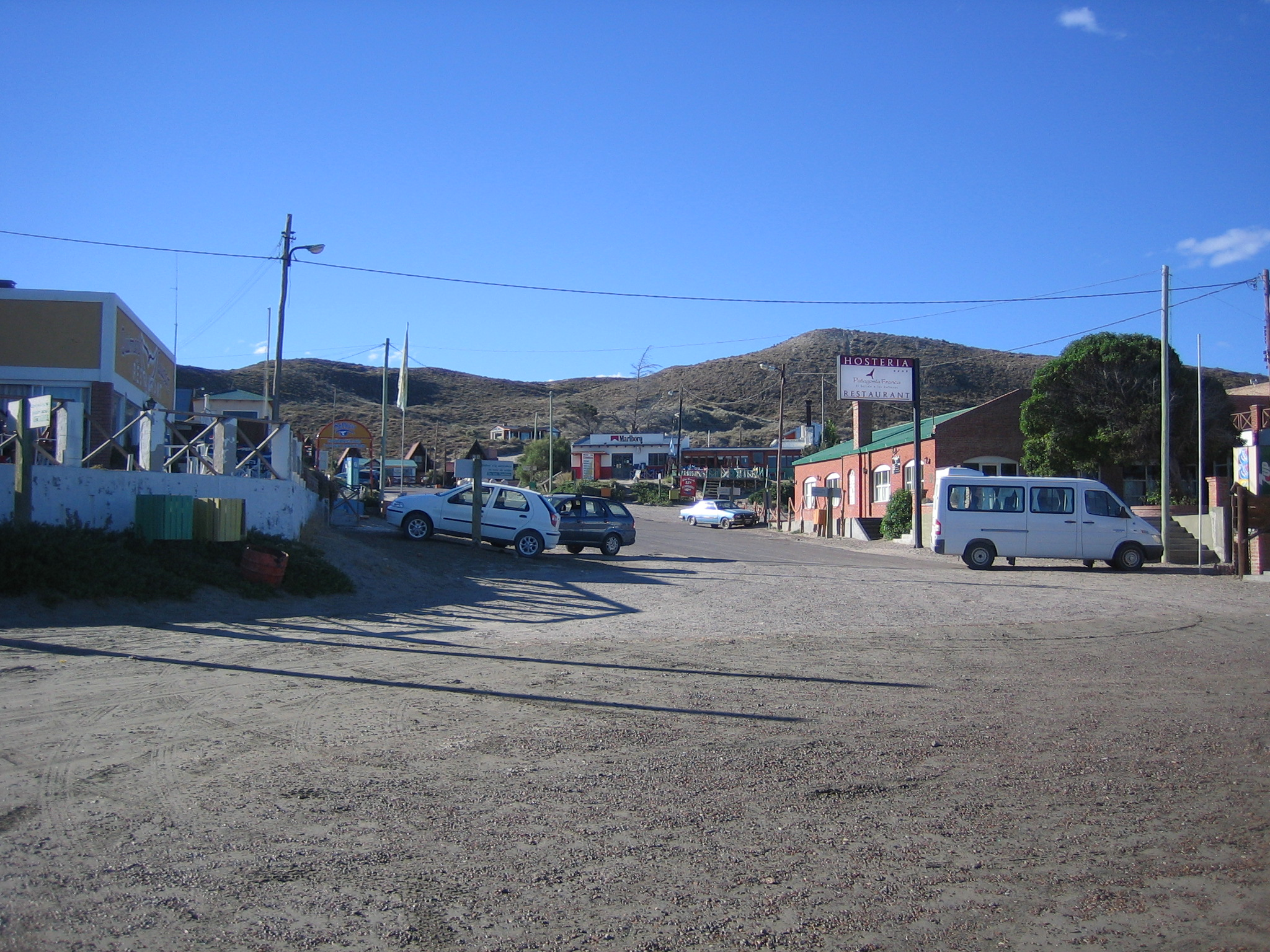
Puerto Pirámides

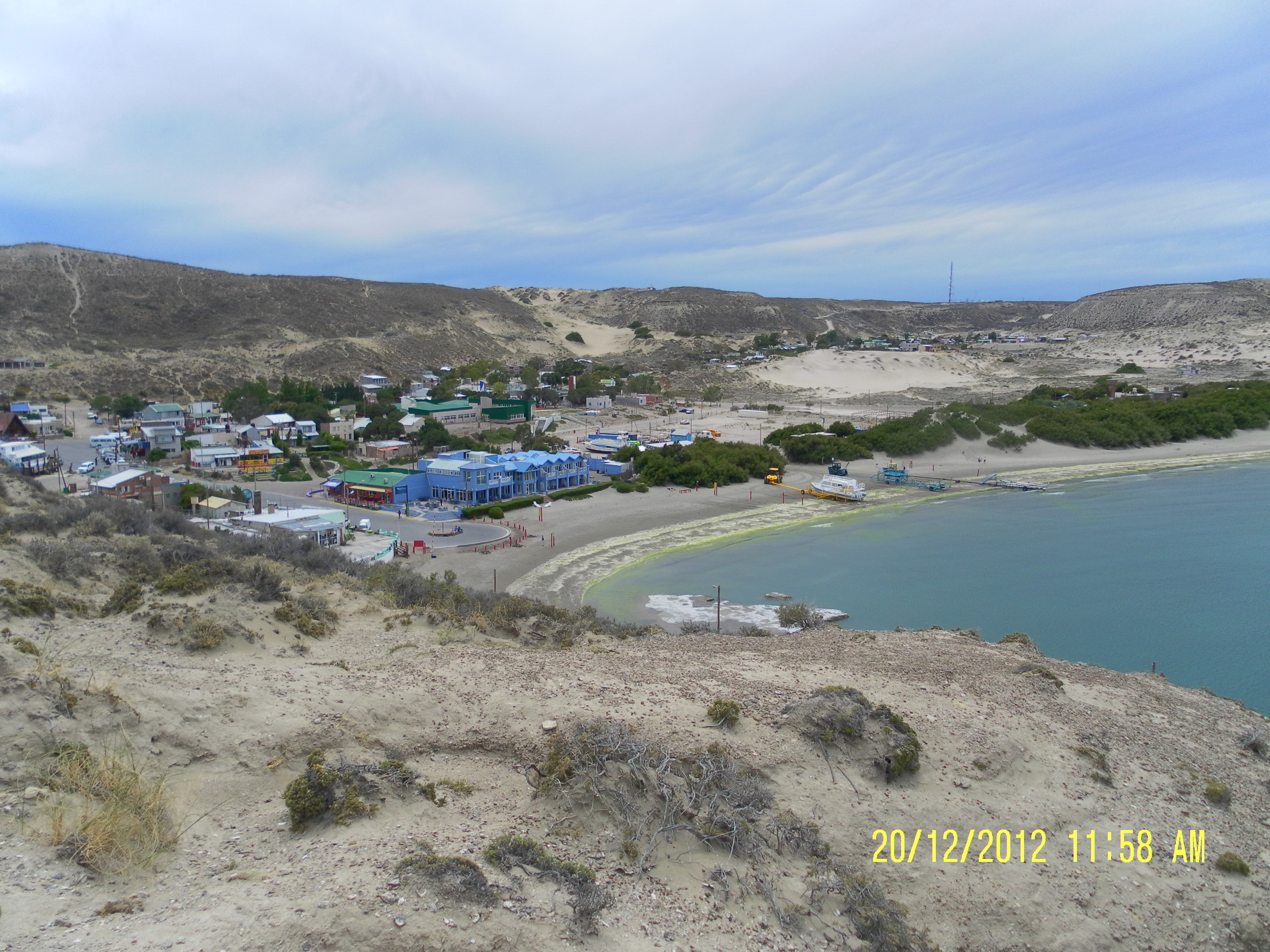
Vista de Puerto Pirámides.

La localidad ocupa una amplia costa del golfo Nuevo protegida por las bardas. En cuanto al clima, este es similar al de Puerto Madryn, aunque tiene variaciones en cuanto a las precipitaciones y los vientos. El valor medio anual de la precipitación es de 235,9 mm. Las mayores precipitaciones ocurren entre abril y junio y se distribuyen uniformemente en los otros trimestres con aproximadamente 50 mm en cada uno de ellos. Por otro lado, entre octubre y febrero, la velocidad media mensual del viento se encuentra por encima de la media anual. Un estudio de 1981 indicó que el promedio anual de la velocidad del viento es de 25 km/h. Los vientos predominantes, como en la Patagonia, son los del oeste,. Además se hala prevalente el viento del sudoeste, al que está completamente expuesta la zona por su ubicación geográfica. En primavera y particularmente en verano, aumenta la frecuencia relativa de los vientos del sector este y noreste.
En cuanto a las temperaturas, las características marítimas provocan que la variación anual de temperatura sea pequeña, siendo las máximas y mínimas poco extremas en verano e invierno. La amplitud anual de los valores de la temperatura media mensual es de 10 °C, con medias mensuales de 20 °C en verano y de 8 °C en invierno.

## Economía

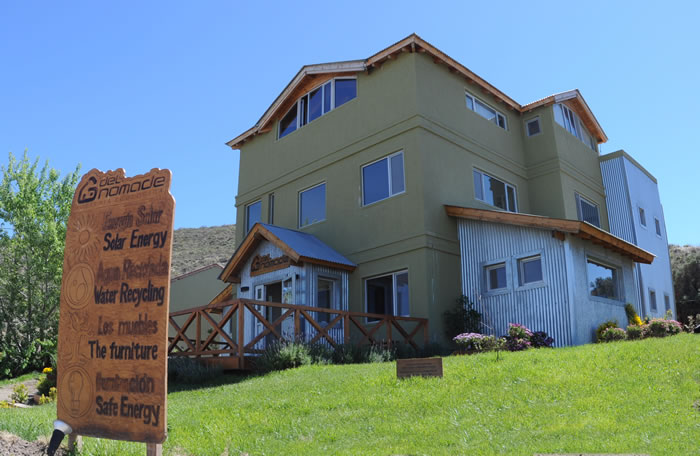
Hotel ecológico de Pirámides

Puerto Pirámides es una localidad de predominante actividad turística, siendo su atractivo principal el avistaje de la Ballena franca austral cuando se reúne en el golfo para el apareamiento y la crianza. Es el único lugar de Argentina habilitado para tal actividad.
Puerto Pirámides es una villa balneario, con playas extensas y de suave declive hacia el mar, protegidas por altos acantilados que semejan pirámides. Posee la posibilidad de practicar el buceo. La playa posee tamariscos y médanos. 
Durante los años del ferrocarril, la actividad de la extracción de la sal de mesa, fue el principal eje económico del puerto.

### Turismo
La Península Valdés alberga uno de los santuarios ecológicos más importantes del mundo que fuera declarado Patrimonio Natural de la Humanidad por la Unesco. Dentro de sus 4.000 km² con 110 km de costas a mar abierto y 150 km de costas a los Golfos Nuevo y San José, se pueden visitar seis reservas naturales.
En 1967 surgió la reserva de Punta Norte y la Isla de los Pájaros, en 1974 la de Punta Delgada y Punta Pirámides, creándose ese mismo año el primer parque marino de la Argentina en el golfo San José.

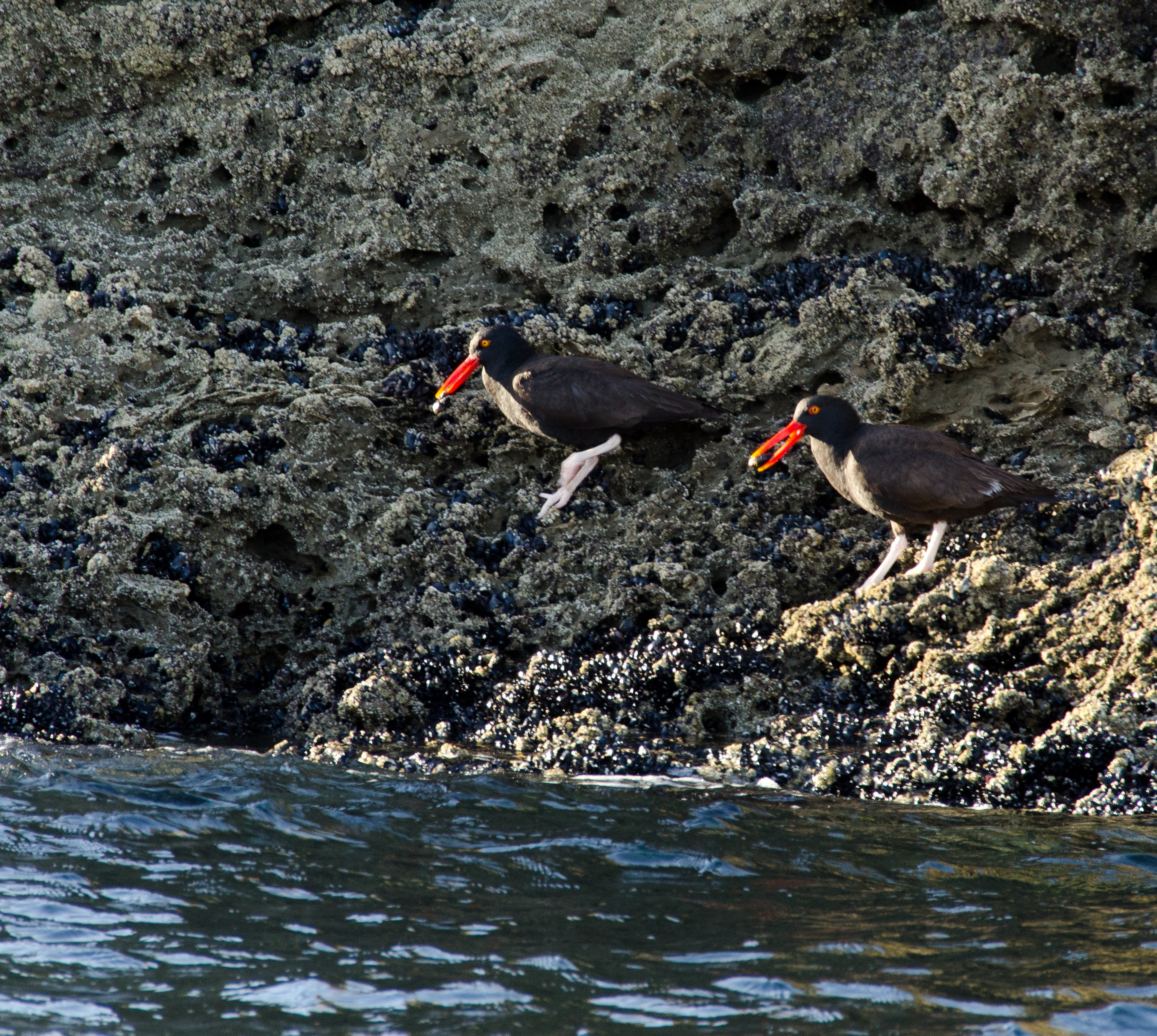
Ostrero negro (Haematopus ater).

En 1972, llegó a Puerto Pirámides Jacques Cousteau a bordo del Calypso, vio que en el golfo solo se encontraban las ballenas dirigiéndose al Golfo San José, para aparearse y tener a sus crías. En ese momento, algunos de los buzos vieron el interés que ellas despertaban en los pocos turistas que visitaban el área y comenzaron a realizar excursiones en sus embarcaciones. Al año siguiente aparecieron en el Golfo Nuevo, las primeras cuatro hembras con crías que permanecieron durante toda la temporada. Luego se creó la primera empresa de avistaje de ballenas y actividades náuticas del puerto, que en ese entonces no llegaba a los ochenta habitantes. En 2014 se instala en la zona el Yellow Submarine, buque semisumergible destinado al avistamiento de ballenas.
Actualmente la localidad cuenta con seis hoteles, quince casas de campo y dos campamentos.

#### Playas
Puerto Pirámides se encuentra emplazada en un área que corresponde a una costa en erosión, con un importante desarrollo de acantilados activos e inactivos, y plataformas de abrasión de ola y en sectores de transición entre los mismos está formada por angostas playas de grava y arenas.
Las aguas del Golfo Nuevo son en general transparentes, la característica distintiva de las aguas que rodean a la península es la gran amplitud de mareas que se registra en las mismas. La geometría de la plataforma favorece la amplificación de la marea semidiurna en todo el litoral patagónico. En cuanto al golfo San José,  la amplitud media es de 5.8 m (con máximas de más de 8.7 m) y en el golfo Nuevo (Puerto Madryn) la amplitud media es de 3.8 m (con máximas superiores a los 5.7 m). Adicionalmente la geometría de la costa hace que el desfasaje de la onda de marea entre ambos golfos sea de aproximadamente 6 horas, es decir, casi medio ciclo exacto.
El nivel medio de sus mareas es de 2,99 m, con amplitudes medias de 4,69 m en sicigias y2,87 m en cuadraturas. La temperatura del agua en superficie presenta valores medios anuales cercanos a 13 °C, con máximos en verano de 18 a 20 °C y mínimos en invierno de 8 a 9 °C.
La bahía de Puerto Pirámides es el lugar ideal para recorrer en kayak, en una tabla de standup paddle, o realizar un paseo náutico, hacer snorkel o practicar natación de aguas abiertas. Además, estas actividades se pueden ejecutar accediendo a playas más alejadas y menos concurridas como la playa de la Piedra Guacha y playa Las Cuevas.